# Manuela Antonia Arce
Manuela Antonia Arce (San Salvador, alcaldía mayor de San Salvador, Capitanía General de Guatemala 23 de junio de 1783 - estado de El Salvador, República Federal de Centroamérica c. principios de 1830s) fue, junto con su cuñada María Felipa Aranzamendi, quienes bordaron en 1822 la bandera que las tropas de la provincia de San Salvador usarían en su lucha contra el imperio Mexicano, y que sería la base para las banderas posteriores de los países centroamericanos. Fue esposa del prócer Domingo Antonio de Lara y hermana de Manuel José de Arce; por quienes abogó por su liberación, después de que fueran arrestados por el segundo movimiento independentista de 1814, hasta que fueron indultados en 1818. Es considerada una de las heroínas de la independencia de El Salvador.

## Biografía
Manuela Antonia de Arce y Fagoaga nació en San Salvador, alcaldía mayor de San Salvador, Capitanía General de Guatemala el 23 de junio de 1783; siendo hija de Bernardo José de Arce y Domingo Antonia Fagoaga de Aguilar. El 4 de mayo de 1811 contraería matrimonio con Domingo Antonio de Lara, con quien engendraría dos hijas llamadas Antonia y Dominga.
Luego del segundo movimiento independentista de enero de 1814, su esposo y su hermano Manuel José de Arce serían aprisionados; por lo que abogaría por su liberación, hasta que se les concediera el indulto en 1818.
A principios de 1822, confeccionaría (junto con su cuñada María Felipa Aranzamendi) la bandera azul y blanca que Manuel José de Arce les había solicitado (y que estaba basada en la bandera de las provincias unidas del Río de la Plata), y que ondearía por primera vez el 20 de febrero de ese año. Dicha bandera sería el emblema de la provincia de San Salvador en su lucha contra la anexión al imperio Mexicano, y sería la base de la bandera de las provincias unidas de Centroamérica (y luego de la República Federal), y de las banderas posteriores de los países centroamericanos.
No se tiene información acerca de ella luego de la independencia absoluta de Centroamérica; probablemente fallecería a principios de la década de 1830s, ya que cuando falleció su esposo (entre 1837 y 1844), este se encontraba viudo y al cuidado de sus hijas.